# Zombie
Zombie — сингл ірландського гурту «The Cranberries», презентований 13 вересня 1994 року в альбомі «No Need to Argue». Написаний вокалісткою гурту Долорес О'Ріордан. Сингл зайняв перші місця у чартах Австралії, Бельгії, Данії, Франції, Німеччини та Ісландії, а також в американському чарті «Modern Rock Tracks» часопису «Billboard». У 1995 році сингл виграв «MTV Europe Music Awards». Пісня є одною з найвідоміших синглів гурту. 
У квітні 2020 року сингл «Zombie» став першою піснею ірландського гурту, яка набрала мільярд переглядів на «YouTube». Станом на травень 2021 року сингл «Zombie» прослухали понад 670 мільйонів разів на «Spotify». 

## Історія пісні

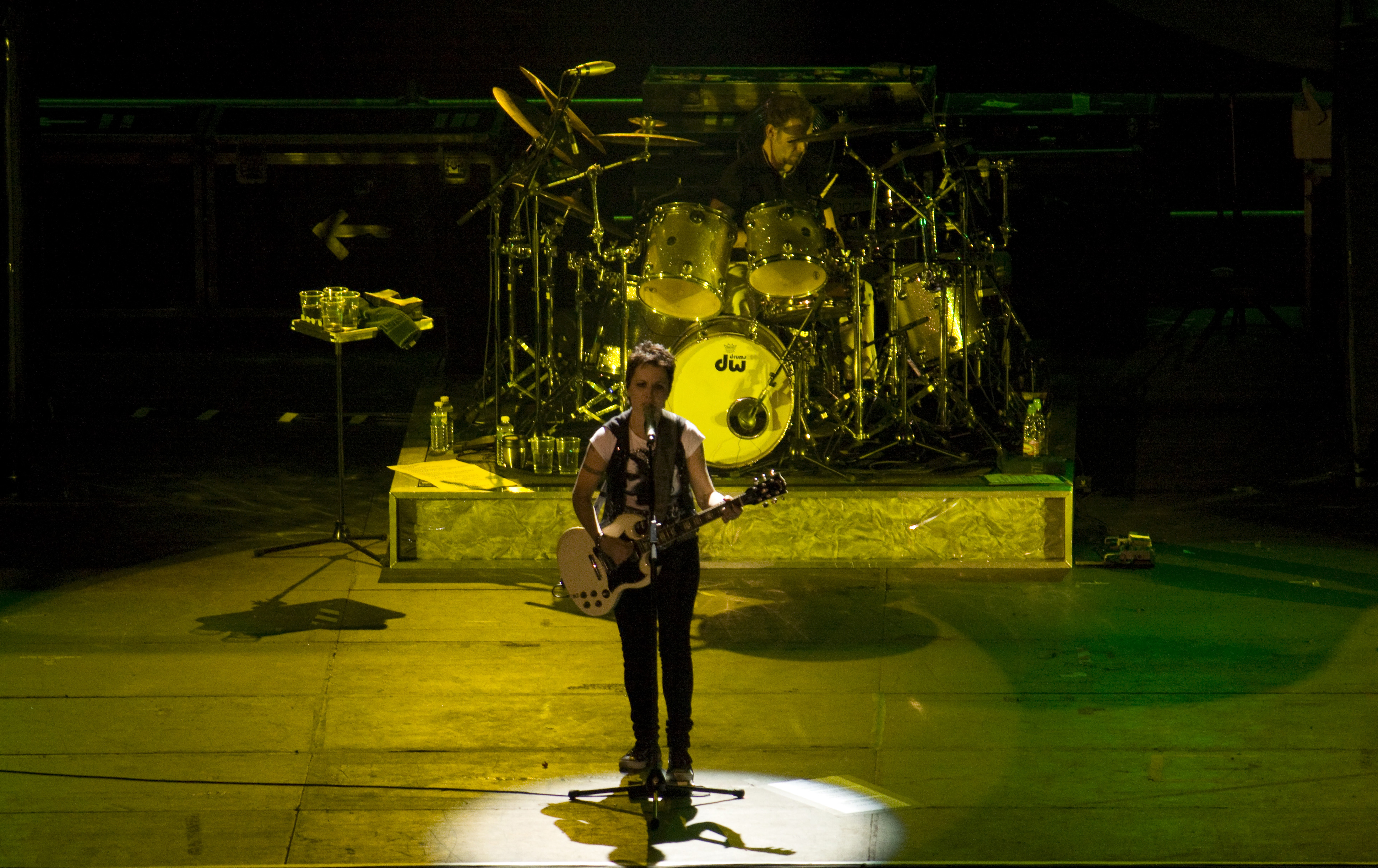
Долорес О'Ріордан виконує «Zombie» під час концерту «The Cranberries» в Бадалоні, Іспанія. 13 березня 2010 року

Пісня написана під час англійського туру 1993 року гурту «The Cranberries» у пам'ять двох хлопчиків: 3-річного Джонатана Болла та 12-річного Тіма Перрі, які загинули під час терористичного акту ІРА міста Воррінгтон у графстві Чешир (Англія) . Під час теракту ще 56 людей отримали поранення.
Після випущення пісні, того ж року, було відзнято кліп, режисером якого став Семюел Баєр.

## Трек лист

### CD сингли
- «Zombie» (альбомна версія) — 5:06
- «Away» — 2:39
- «I Don't Need» — 3:31

### Limited Edition
- «Zombie» — 5:09
- «Waltzing Back» (Концерт у рамках Fleadh Festival, 11 червня 1994) – 3:45
- «Linger» (Концерт у рамках Fleadh Festival, 11 червня 1994) – 5:25

### CD Promo
- «Zombie» (Edit) – 3:55
- Zombie (альбомна версія) — 5:06